# Santiago Carpintero
Santiago Carpintero Fernández (* 28. September 1976 in León) ist ein ehemaliger spanischer Fußballspieler, auf der Position des zentralen Mittelfeldspielers.

## Karriere
Santiago Carpintero begann seine Profikarriere 1995 bei Real Oviedo B. Ab 1997 spielte er je eine Saison, zuerst bei Albacete Balompié, dann beim FC Cartagena. Im Jahr 2000 zog es ihn zu CD Toledo. Nach zwei Jahren wechselte Carpintero wiederum, diesmal zur UD Levante. 2004 erfolgte der Wechsel zu Deportivo Alavés. Mit Alavés absolvierte Santiago Carpintero in der Saison 2005/06 27 Spiele in der Primera División. Nach drei Saisons wechselte er für ein Jahr zum FC Málaga. 2008 ging Carpintero zum FC Córdoba. Dort beendete er im Sommer 2010 33-jährig seine Karriere.

## Erfolge und Auszeichnungen
- 2004/05 Aufstieg mit Deportivo Alavés in die Primera División.